# Naturschutzgebiet Großes Holz
Koordinaten: 53° 39′ 45,4″ N, 12° 22′ 53″ O

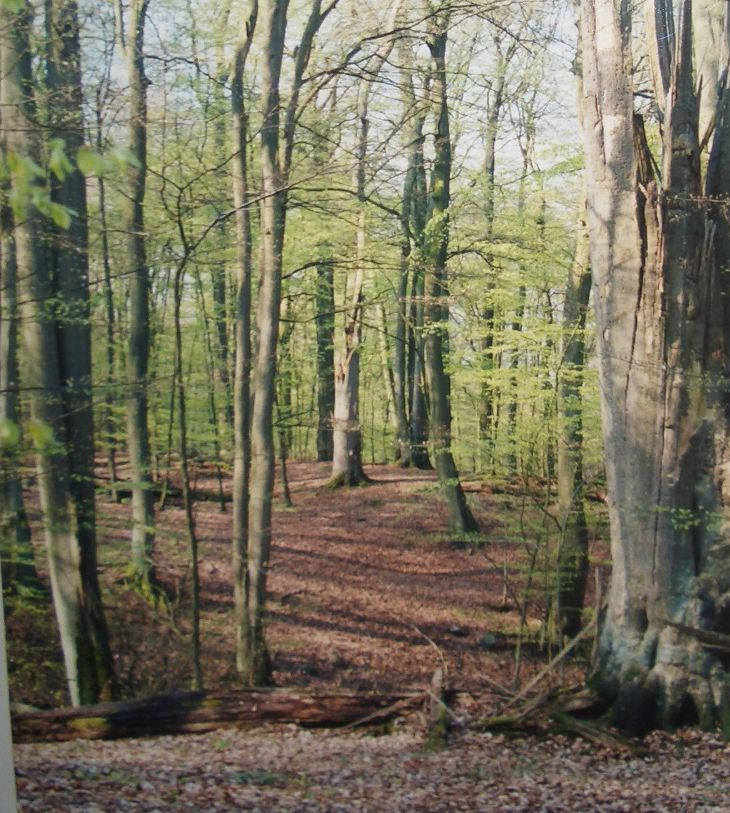
Laubmischwald im Naturschutzgebiet

Das Naturschutzgebiet Großes Holz ist ein 20 Hektar großes Naturschutzgebiet in Mecklenburg-Vorpommern. Das Naturschutzgebiet wurde am 1. Mai 1957 ausgewiesen und im Jahr 1961 erweitert.  Das Schutzziel besteht im Erhalt eines nutzungsfreien Perlgras-Buchenwaldes mit Winterlinde und Eiche in einer blockreichen Endmoräne. Das Gebiet stellt ein repräsentatives Studienobjekt für Sukzessionsdynamik dar, da sich die Buchen bei einem Alter von 220 Jahren im Zerfallsstadium befinden. Die Anhöhen des Endmoränenzuges erreichen mit dem Rauhen Berg und dem Schwieneger Berg 95,5 m ü. NHN. Umliegende Ortschaften sind Kuchelmiß drei Kilometer nordwestlich und Langhagen nordöstlich.
Der Gebietszustand wird als sehr gut angesehen. Bis auf einen unbefestigten Waldweg von Wilsen aus gibt es keine öffentlichen Wege im Gebiet.

## Pflanzen- und Tierwelt
Durch den hohen Altholzanteil weist das Gebiet eine hohe Artenvielfalt auf. Spechte und Seeadler sowie Kranich und Siebenschläfer leben im Gebiet. Jahrelange Untersuchungen der Vogelwelt führten zum Nachweis von Schwarzspecht, Kleinspecht, Sommer- und Wintergoldhähnchen und Kuckuck.